# Кадеи (департамент)
Ка́деи (фр. Kadey) — один из 4 департаментов Восточного региона Камеруна. Находится в центрально-восточной части региона, занимая площадь в 15 884 км².
Административным центром департамента является город Батури (фр. Batouri). Граничит с Центральноафриканской Республикой на востоке и севере, а также департаментами: Лом и Джерем (на северо-западе), От-Ньонг (на западе и юге) и Бумба и Нгоко (на юге и юго-востоке).

Департамент Кадеи на карте Восточного региона

## Административное деление
Департамент Кадеи подразделяется на 7 коммун:
1. Батури (фр. Batouri)
2. Кентзу (фр. Kentzou)
3. Кетт (фр. Kette)
4. Мбан (фр. Mbang)
5. Нделель (фр. Ndelele)
6. Нгюэлебок (фр. Nguelebok)
7. Ули (фр. Ouli)